# Pavel Zabelin
Pavel Vitalevič Zabelin (in bielorusso Павел Віталевіч Забелін?; Hrodna, 30 giugno 1995) è un calciatore bielorusso, difensore o centrocampista dell'Akritas Chlōrakas.

## Carriera

### Club
Ha giocato nella prima divisione bielorussa ed in quella kazaka.

### Nazionale
Ha giocato nella nazionale bielorussa Under-21.
Nel 2024 ha esordito nella nazionale maggiore.

## Palmarès

### Club

#### Competizioni nazionali
- Supercoppa di Bielorussia: 2

Šachcër Salihorsk: 2021, 2023